# ギレスン
ギレスン（トルコ語: Giresun）は、トルコ共和国北部の 黒海地方のギレスン県にある都市で、同県の県都である。トラブゾンの西へ175kmの距離に位置にある。

## 歴史
紀元前2世紀に、近隣のスィノプからやって来たギリシア人の植民者によって町が創設された。その後、ミレトス人、ペルシア人、ローマ人、ビザンチン、トレビゾンド帝国と町の支配者が変わった。
中世期にはビザンチン帝国の支配下であり、その後、トレビゾンド帝国ではトレビゾンドに次ぐ第2の都市となった。
1244年以降、セルジューク・トルコが流入したが、モンゴル人に追われた。1461年にオスマン帝国のスルタンメフメト2世によって、トルコ北岸の大部分は帝国領となった。

## 姉妹都市
- 寒河江市, 日本。 1988年（昭和63年）6月25日 姉妹都市提携、サクランボの誕生地であることによる。
- シャキ, アゼルバイジャン